# Босорел
Босорел (фр. Botsorhel) је насељено место у Француској у региону Бретања, у департману Финистер.
По подацима из 2011. године у општини је живело 458 становника, а густина насељености је износила 17,86 становника/km².

## Демографија
| 1962. | 1968. | 1975. | 1982. | 1990. | 2011. |
| ----- | ----- | ----- | ----- | ----- | ----- |
| 760   | 674   | 608   | 563   | 568   | 458   |